# 多賀城市立多賀城八幡小学校
多賀城市立多賀城八幡小学校（たがじょうしりつ たがじょうやわたしょうがっこう）は、宮城県多賀城市八幡字六貫田にある公立小学校。三陸自動車道と仙石線、仙台臨海鉄道の交差地点に位置している。

## 沿革
- 1983年（昭和58年）
  - 4月 - 開校式、校歌、校章、校旗制定
  - 12月 - 校木「黒松」と制定
- 1984年（昭和59年）1月 - 屋内運動場竣工
- 1991年（平成3年）1月 - 校舎増改築工事竣工
- 1992年（平成4年）6月 - 開校十周年記念式典
- 2003年（平成15年）6月 - 開校二十周年記念式典
- 2007年（平成19年）3月 - 体育館通路滑り止め工事、体育館雨樋洗浄
- 2009年（平成21年）6月 - プールサイド修繕工事
- 2010年（平成22年）3月 - 防球ネット設置、バックネット修繕

## 通学区域
- 多賀城市
  - 東田中2丁目の一部（40番）[1]
  - 明月1丁目-2丁目
  - 宮内1丁目-2丁目
  - 八幡
  - 八幡1丁目-2丁目、3丁目の一部（1番、7番の一部、8番の一部及び9番から16番まで）、4丁目の一部（1番及び2番）
  - 町前1丁目-4丁目